# Марьевка (Одесская область)
Ма́рьевка (укр. Мар'ївка) — село, относится к Ширяевскому району Одесской области Украины.
Население по переписи 2001 года составляло 66 человек. Почтовый индекс — 66813. Телефонный код — 4858. Занимает площадь 0,68 км². Код КОАТУУ — 5125480703.

## Местный совет
66813, Одесская обл., Ширяевский р-н, с. Викторовка, ул. Ленина, 45